# Grön gulnäbb
Grön gulnäbb (Ceuthmochares australis) är en fågel i familjen gökar inom ordningen gökfåglar.

## Utseende och läte
Grön gulnäbb är en udda mörk gök i grönt och grått med lysande gul näbb. Lätet inleds med en tvekande serie med ljusa "kik", följt av en lång och accelererande drill. Den liknar blå gulnäbb, men utbredningsområdena överlappar ej

## Levnadssätt
Grön gulnäbb hittas i tätbevuxna områden som skog, skogsbryn och buskmarker. Den håller sig dold i de tätaste områdena i vegetationens mellersta skikt, framför allt bland snåriga klängväxter.

## Utbredning och systematik
Grön gulnäbb återfinns i Afrika från Etiopien och Somalia till Moçambique och Sydafrika. Den betraktas ibland som underart till blå gulnäbb (C. aereus).

## Status och hot
Arten har ett stort utbredningsområde, men tros minska i antal, dock inte tillräckligt kraftigt för att den ska betraktas som hotad. Internationella naturvårdsunionen IUCN listar arten som livskraftig (LC).